# 金井直
金井 直（かない ちょく、1926年3月18日 - 1997年6月10日）は、昭和・平成期の詩人、随筆家。本名、直寿。

## 生涯
東京都滝野川町（現在の北区）西ヶ原出身。
当初は画家を志していたが、1943年に東京育英実業学校（戦後に廃止）卒業後、詩作を開始。「詩学」に投稿し、村野四郎に認められる。山本太郎の詩誌「零度」に参加。1968年には詩誌「花現代詩」を主宰。
太平洋戦争直下での空襲により恋人や知己を失ったことを詠んだ詩がよく知られており、特に『木琴』は国語の教科書に掲載され、岩河三郎作曲の合唱曲として愛唱されている。詩のほかに、随筆や童話、俳句なども残した。
1972年から文化学院講師を、1979年からは愛知大学講師を務めた。
死後の1999年に遺族により文京区白山に「金井直詩料館」が開館し、原稿、単行本などが保管されている。また、単行本の販売も行っている。

## 受賞歴
- 「飢渇」（H氏賞、1957）
- 「無実の歌」（高村光太郎賞、1963）

## 作品

### 詩集
- 『金井直詩集』薔薇科社、1953
- 『非望』薔薇科社、1955
- 『飢渇』私家版、1956
- 『疑惑』薔薇科社、1958
- 『愛と死の小曲』薔薇科社、1959
- 『無実の歌』弥生書房、1962
- 『Ego』弥生書房、1966
- 『薔薇色の夜の唄』坂の上書店、1969
- 『帰郷』弥生書房、1970
- 『金井直の愛と詩の歌』弥生書房、1971
- 『昆虫詩集』弥生書房、1972
- 『id』弥生書房、1973

### エッセイ
- 『若い女性への手紙』教養文庫、1964
- 『詩の国への旅』文化出版局、1973
- 『詩作案内』弥生書房、1973
- 『子どもの詩』教養文庫、1974
- 『ロリエの靴屋』彌生書房、1979